# کلیلوها
کلیلوها (به لاتین: Keliloha) یک منطقهٔ مسکونی در ماداگاسکار است که در تساراتانانا (بخش) واقع شده‌است.
 کلیلوها  ۷٬۰۰۰ نفر جمعیت دارد و ۶۶۶ متر بالاتر از سطح دریا واقع شده‌است.